# Swainsona formosa
Swainsona formosa (G. Don) Joy Thomps. – gatunek rośliny zielnej z rodziny bobowatych (motylkowatych), występujący w Australii. Pochodzi głównie z suchych regionów środkowej i północno-zachodniej Australii, ale zasięg występowania obejmuje wszystkie stany z wyjątkiem Wiktorii. Oryginalna roślina z powodu efektownych kwiatów, stanowi kwiatowy emblemat Australii Południowej. Nazwa naukowa nadana została na cześć angielskiego lekarza i botanika Isaaca Swainsona (1746-1812), prowadzącego ogród botaniczny w Twickenham.

## Morfologia

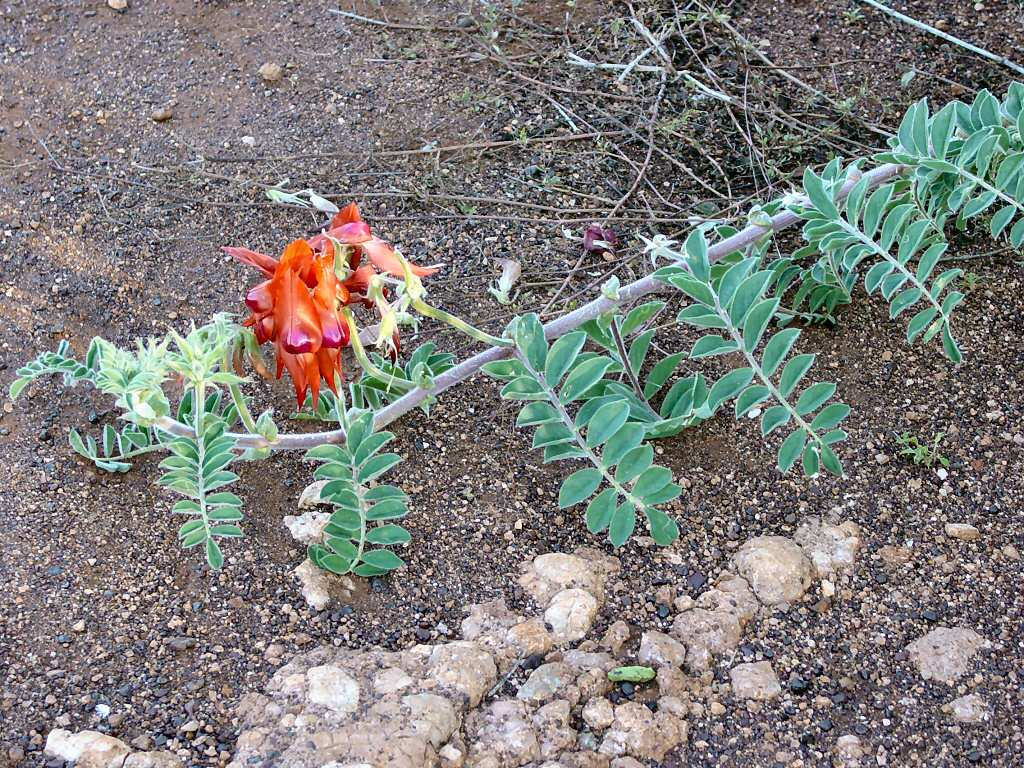
Pokrój rośliny

PokrójRoślina zielna, jednoroczna o zmiennym pokroju, najczęściej rosnąca jako płożąca, osiąga 2 m długości i w regularnych odstępach tworzy charakterystyczne, jaskrawo zabarwione kwiatostany. Pęd na powierzchni okryty jest woskami i długimi, białawymi włoskami.
ŁodygaNieco kanciasta, czerwono nabiegła.
LiścieSkrętoległe, owłosione, szaro-zielone, pierzasto złożone, zwykle z 16 owalnych listków, u nasady z okazałymi przylistkami.
KwiatySkupione po 5–6 w kwiatostany rozwijające się na prosto wzniesionych szypułach, przy czym każdy kwiat osadzony jest na szypułce nieco zwieszonej. Kielich jest zielony, owłosiony, z 5 ząbkami. Kwiaty motylkowe, typowe dla rodzaju i rodziny, są silnie zmodyfikowane u tego gatunku – wszystkie płatki są silnie wyciągnięte, tak że wydłużona, grzbiecista i ustawiająca się pionowo korona osiąga u tego gatunku 9 cm wysokości. Płatki żagielka tworzą w środkowej części korony kulistawe zgrubienie czarno zabarwione i błyszczące, podczas gdy pozostałe części płatków są zwykle zabarwione na kolor jaskrawo czerwony, przy czym w naturze spotykane są też okazy ubarwione na różowo, żółtawo i biało. Płatki okrywają 9 pręcików i pojedynczy słupek. Zalążnia jest owłosiona.
OwoceStrąki długości ok. 5 cm zawierające kilka spłaszczonych, nerkowatych nasion.

## Biologia i ekologia
Kwiaty zapylane są przez ptaki. Roślina rośnie na terenach suchych, zadrzewionych lub na otwartych nizinach. Kiełkuje zwykle po obfitych deszczach.

## Zastosowanie
Z powodu oryginalnych kwiatów gatunek uprawiany jest jako roślina ozdobna. Do Europy (Anglii) sprowadzony został w 1855, ale jego uprawa w tutejszych warunkach niezbyt się udawała, rozwiązaniem okazało się szczepienie pędów na moszenkach południowych. Przyczyną kłopotów jest podatność korzeni tego gatunku na infekcje grzybowe w warunkach uprawy w klimacie bardziej wilgotnym niż na australijskich pustyniach. Współcześnie rośliny mnożone są także w kulturach in vitro. Rośliny rosnące w stanie dzikim w Australii podlegają ochronie (mimo braku bezpośredniego zagrożenia) i na ich pozyskanie konieczne jest pozwolenie.
Aborygeni australijscy spożywają nasiona tego gatunku po ich upieczeniu lub zapiekają je po zmieleniu. Ponieważ jednak nasiona zawierają inhibitor trypsyny, ich spożycie utrudnia wchłanianie białek. Kwiaty tego gatunku są też popularną ozdobą tradycyjnie wykorzystywaną przez aborygenów.

## Obecność w kulturze
Od 1961 kwiat Swainsona formosa jest emblematem kwiatowym stanu Australia Południowa, znajdując się m.in. w zwieńczeniu herbu stanowego. Stylizowany kwiat jest emblematem Charles Sturt University. Kwiat pojawił się trzykrotnie na australijskich znaczkach pocztowych: w 1968, 1971 i 2005 roku.
Poczta Polska wyemitowała 15 maja 1968 r. znaczek przedstawiający kwiat Swainsona formosa o nominale 10  gr, w serii Kwiaty. Roślina została opisana pod wówczas stosowaną nazwą (obecnie  synonim) – Clianthus dampieri. Autorem projektu znaczka był Tadeusz Michaluk. Znaczek pozostawał w obiegu do 31 grudnia 1994 r.